# Утицај генетских фактора на постизање пубертета код назимица
Генетски фактори који утичу на појаву пубертета код назимица су раса, мележење, парење у блиском сродству и индивидуални генетски фактори.
Постоји знатна разлика у старости код појаве пубертета између назимица различитих раса. Просечна старост код пубертета у назимица расе ландрас износи 173 дана, ларџ вајт 211 дана, хемпшир 207 дана, дурок 224 дана а у назимица расе јоркшир 221 дан. 
Ефекат хетерозиса, постигнут различитим комбинацијама мележења, такође је значајан фактор који модификује старост назимица код појаве пубертета. Назимице мелези постижу пубертет раније од младих женских грла истог доба чистих раса, којима су припадали и њихови родитељи. 
Парењем у блиском сродству се, такође, може утицати на старост назимица код постизања полне зрелости.